# Сангушко, Владислав Иероним
Князь Владислав Иероним Адам Сангу́шко-Кове́льский (пол. Władysław Hieronim Adam Sanguszko-Kowelski; 20 сентября 1803, Славута, Российская империя — 15 июня 1870, Канны, Франция) — польский общественно-политический деятель, участник польского восстания 1830—1831 годов, тайный советник, филантроп.

## Биография

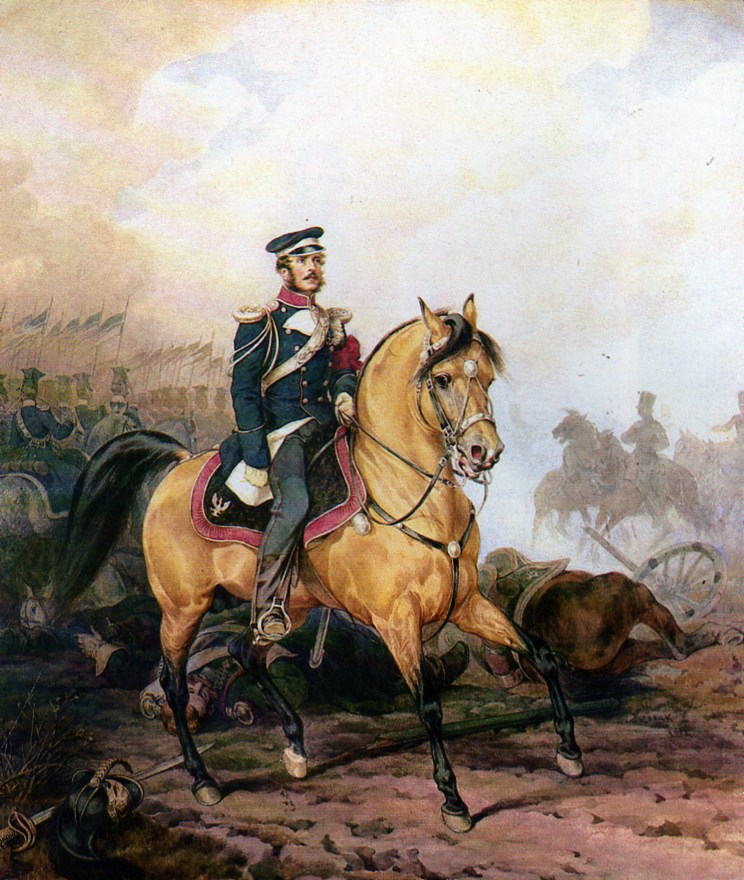
Князь Сангушко во время восстания в ноябре 1830 года на портрете Ю. Коссака

Представитель древнего и богатого княжеского рода герба Погоня. Второй сын польского военачальника, князя Евстахия Эразма Сангушко (1768—1844), и княжны Клементины Марии Терезы Чарторыйской (1780—1852). Младший брат князя Романа Сангушко.
Принимал участие в ноябрьском восстании 1830 года. После поражения выехал в Галицию, входившую тогда в состав Австро-Венгрии.
Активный участник общественно-политической жизни. Консервативный политик. Избирался депутатом (послом) Галицкого Сейма, государственного национального парламента Австро-Венгрии, был членом австрийской Палаты господ парламента.
Крупный специалист и любитель лошадей. Основал большую конюшню по разведению арабских скакунов в с. Гумниска (теперь район г. Тарнува) и Кликове. Член многих обществ в Галиции, один из основателей и председатель Общества любителей изящных искусств в Кракове (1854—1869).
Умер во Франции в Каннах. Похоронен в родовой усыпальнице князей Сангушко на Старом кладбище в Тарнуве.

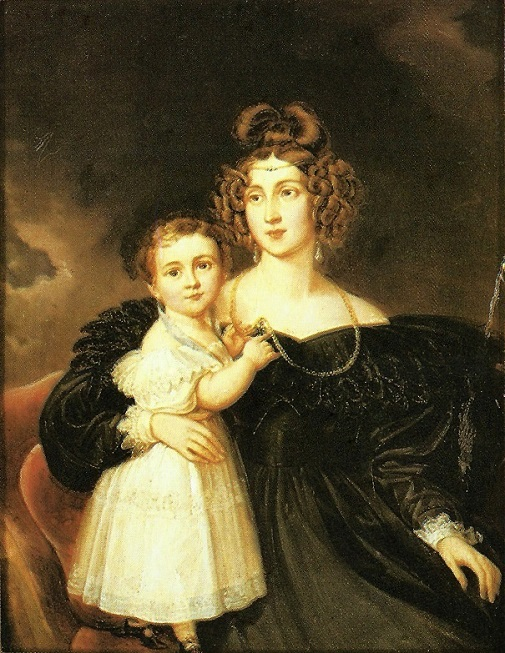
Изабелла Сангушко с дочерью Ядвигой

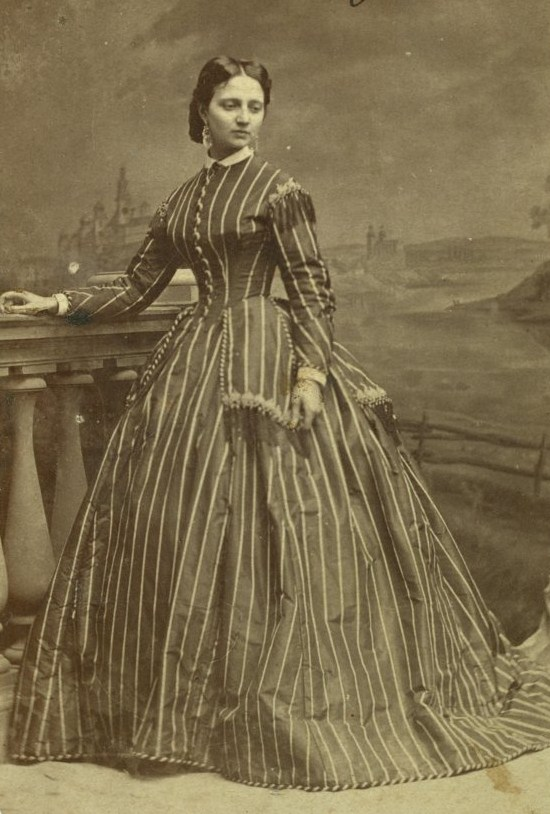
Елена Сангушко

## Семья
7 июля 1829 года женился на княжне Изабелле Марии Любомирской (1808—1890), дочери австрийского камергера и префекта краковского департамента, князя Генрика Людвика Любомирского (1777—1850), и княжны Терезы Чарторыйской (1785—1868). Похоронена в усыпальнице князей Сангушков на старом кладбище в Тарнуве. В браке родились дети:
- Ядвига Клементина Сангушко (1830—1918), жена с 1852 года князя Адама Станислава Сапеги (1828—1903).
- Павел Роман Сангушко (1832—1876)
- Елена Марианна (1836—1891), известная в свое время красавица и музыкантша, упорно отказывающая всем женихам, до герцога Немурского включительно. Среди претендентов на её руку был князя В. Чарторыйский, но отец её из-за политических соображений ему отказал. В течение многих лет она состояла в любовной связи с мужем сестры князем Адамом Сапега и родила ему двоих детей, которых княгиня Ядвига воспитала как своих. По словамС. Тарновского, «она имела стан и лицо древнего изваяния; молодая богиня Диана могла быть похожей на нее».
- Евстахий Станислав Сангушко (1842—1903)
- Роман Дамиан Сангушко (1842—1917)
- Анна Теофилия Сангушко (Новицкая) (1858—1912).